# Hotcakes
Hotcakes es el cuarto álbum de estudio de la cantautora estadounidense Carly Simon. Fue publicado el 11 de enero de 1974 a través de Elektra Records.

## Grabación y producción
Al igual que el álbum anterior de Simon, No Secrets (1972), Richard Perry se encargó de la producción del álbum. Harry Maslin y Bill Schnee se desempeñaron como ingenieros de audio. Las sesiones de grabación de Hotcakes tuvieron lugar en Producers Workshop, en Los Ángeles, California, en septiembre de 1973 y, en Hit Factory, en la ciudad de Nueva York, en octubre y noviembre de 1973.

## Recepción de la crítica
Un escritor no especificado de la revista Cash Box calificó la colaboración de Richard Perry con Simon como “espectacular”, y describió el álbum como un “espléndido esfuerzo”. Un escritor no especificado de la revista Record World le otorgó el certificado de “Hit of the Week”, y declaró: “Carly vuelve a formar equipo con los magos Perry y Buckmaster, una fusión que proporciona una música conmovedora”. Un escritor no especificado de la revista Billboard calificó los arreglos de las canciones como “muy pegadizo[s]”.

## Lista de canciones
Todas las canciones escritas y compuestas por Carly Simon, excepto donde esta anotado. 
| Lado uno |                                          |          |  |
| N.º      | Título                                   | Duración |  |
| 1.       | «Safe and Sound» (Simon, Jacob Brackman) | 3:36     |  |
| 2.       | «Mind on My Man»                         | 2:57     |  |
| 3.       | «Think I'm Gonna Have a Baby»            | 3:35     |  |
| 4.       | «Older Sister»                           | 3:06     |  |
| 5.       | «Just Not True»                          | 5:16     |  |
| 6.       | «Hotcakes» (James Taylor)                | 1:07     |  |

| Lado dos |                                                   |          |  |
| N.º      | Título                                            | Duración |  |
| 1.       | «Misfit»                                          | 3:04     |  |
| 2.       | «Forever My Love» (Simon, Taylor)                 | 3:25     |  |
| 3.       | «Mockingbird» (Inez Foxx, Charlie Foxx, Simon)    | 4:11     |  |
| 4.       | «Grownup»                                         | 3:44     |  |
| 5.       | «Haven't Got Time for the Pain» (Simon, Brackman) | 3:50     |  |

## Créditos y personal
Créditos adaptados desde las notas de álbum de Hotcakes.
| Lado uno 1. «Safe and Sound» - Carly Simon – guitarra acústica - David Spinozza – guitarra eléctrica - Rick Marotta – batería - Klaus Voormann – bajo eléctrico - Ken Asher – piano - Paul Buckmaster – instrumento de cuerda y viento-madera, conductor 2. «Mind on My Man» - Carly Simon – piano eléctrico, piano, silbato - James Taylor – guitarra acústica - Bucky Pizzarelli – guitarra eléctrica - Richard Davis – bajo eléctrico - Ralph MacDonald – conga - George Devens – cabasa 3. «Think I'm Gonna Have a Baby» - Carly Simon – piano, guitarra acústica - Jim Keltner – batería - Klaus Voormann – bajo eléctrico - David Spinozza – guitarra eléctrica - Ralph MacDonald – percusión - Tasha Thomas – coros - Carl Hall – coros - Lani Groves – coros - Lucy Simon – la-la's - Todd Graff – la-la's 4. «Older Sister» - Carly Simon – piano - James Taylor – guitarra acústica - Jimmy Ryan – guitarra acústica - David Spinozza – guitarra eléctrica - Larry Brean – slap bass - Jim Keltner – batería - Benny Diggs and the Revelation – coros - Richard Perry – ba-yoops 5. «Just Not True» - Carly Simon – piano, coros - James Taylor – guitarra acústica, coros - Jim Gordon – batería - Klaus Voormann – bajo eléctrico - Jimmy Ryan – guitarra rítmica - Paul Buckmaster – instrumento de cuerda y viento-madera, conductor 6. «Hotcakes» - Billy Cobham – batería - Howard Johnson – tuba, saxofón barítono - Bobby Keys – saxofón tenor - Barry Rogers – trombón - Steve Madaio – trompeta - James Taylor – trompa | Lado dos 1. «Misfit» - Carly Simon – piano - James Taylor – guitarra acústica - Jimmy Ryan – guitarra eléctrica - Klaus Voormann – bajo eléctrico - Andy Newmark – batería - Ken Asher – órgano - Paul Buckmaster – instrumento de cuerda y viento-madera, conductor 2. «Forever My Love» - Carly Simon – guitarra acústica - James Taylor – guitarra acústica - Ken Asher – piano - David Spinozza – guitarra eléctrica - Klaus Voormann – bajo eléctrico - Russell Kunkel – batería - Paul Buckmaster – instrumento de cuerda y viento-madera, conductor 3. «Mockingbird» - Carly Simon – voces - James Taylor – voces - Dr. John – piano, órgano - Robbie Robertson – guitarra eléctrica - Jim Keltner – batería - Klaus Voormann – bajo eléctrico - Bobby Keys – saxofón barítono - Jimmy Ryan – guitarra rítmica - Ralph MacDonald – percusión - Michael Brecker – saxofón tenor 4. «Grownup» - Carly Simon – piano - Ken Asher – piano - Paul Buckmaster – instrumento de cuerda y viento-madera, conductor 5. «Haven't Got Time for the Pain» - Carly Simon – piano - James Taylor – guitarra acústica - Jimmy Ryan – guitarra rítmica - Klaus Voormann – bajo eléctrico - Jim Keltner – batería - Ralph MacDonald – percusión - Carl Hall – coros - Tasha Thomas – coros - Lani Groves – coros - Paul Buckmaster – instrumento de cuerda y viento-madera, conductor |

Personal técnico
- Richard Perry – productor
- Harry Maslin – ingeniero de audio, mezclas
- Bill Schnee – ingeniero de audio, mezclas
- Blasie Castellano – ingeniero asistente
- Doug Sax – masterización
- Ed Caraeff – fotografía
- Vieri Salvadori – fotografía central
- Vincent Ceci – director artístico, diseño de portada

## Posicionamiento

### Gráfica semanal
| Gráfica (1974)                            | Pico de posición |
| ----------------------------------------- | ---------------- |
| Australia (Kent Music Report)             | 9                |
| Canadá (RPM Top Albums)                   | 7                |
| Estados Unidos (Billboard Top LPs & Tape) | 3                |
| Estados Unidos (Cash Box Top 100 Albums)  | 3                |
| Reino Unido (UK Albums Chart)             | 19               |

### Gráfica de fin de año
| Gráfica (1974)                            | Pico de posición |
| ----------------------------------------- | ---------------- |
| Canadá (RPM Top Albums)                   | 53               |
| Estados Unidos (Billboard Top LPs & Tape) | 36               |
| Estados Unidos (Cash Box Top 100 Albums)  | 19               |

## Certificaciones y ventas
| País                  | Certificación | Ventas  |
| --------------------- | ------------- | ------- |
| Estados Unidos (RIAA) | Oro           | 500 000 |